# 1993 FS1
1993 FS1 är en asteroid i huvudbältet som upptäcktes den 25 mars 1993 av de båda japanska astronomerna Seiji Ueda och Hiroshi Kaneda i Kushiro.
Asteroiden har en diameter på ungefär 13 kilometer och den tillhör asteroidgruppen Eos.